# Schlotheimia julacea
Schlotheimia julacea là một loài rêu trong họ Orthotrichaceae. Loài này được Hornsch. mô tả khoa học đầu tiên năm 1840.